# Parque nacional Nonguén
El Parque Nacional Nonguén, que abarca 3055 hectáreas y está mayormente emplazado en la comuna de Chiguayante (aunque también ocupa parte de las comunas de Concepción y Hualqui), fue creado el 30 de diciembre de 2009, siendo la quinta reserva de la región del Biobío, y el 8 de mayo de 2020 fue recategorizado como parque nacional, convirtiéndose en el primero de su tipo existente en un sector periurbano de Chile.
Este parque comprende la muestra más representativa del bosque caducifolio de Concepción, el cual cubría la cordillera de la Costa de la región del Biobío, y que fue reemplazado casi en su totalidad por cultivos agrícolas y plantaciones forestales de pinos y eucaliptos. El propósito de su conformación como reserva es destinar protección y fondos para su cuidado, mantención y visitas, entre otros. De esta manera, se realizarán constantes estudios de su flora y fauna, conservación y recuperación de los suelos y plantaciones que posee. 
Junto a lo anterior, se destinan programas de actividades culturales de recreación y para el conocimiento del área por quienes sean sus visitantes. De esta manera, el parque cuenta con senderos para que se visite sin destruir o variar en algo sus predios, espacios de entrega de información sobre lo que se observa y sobre las rutas a seguir, y un punto de información que cuenta con trípticos informativos que se entregan a los visitantes y guías dispuestos a acompañar o guiar cuando sea requerido.

## Flora

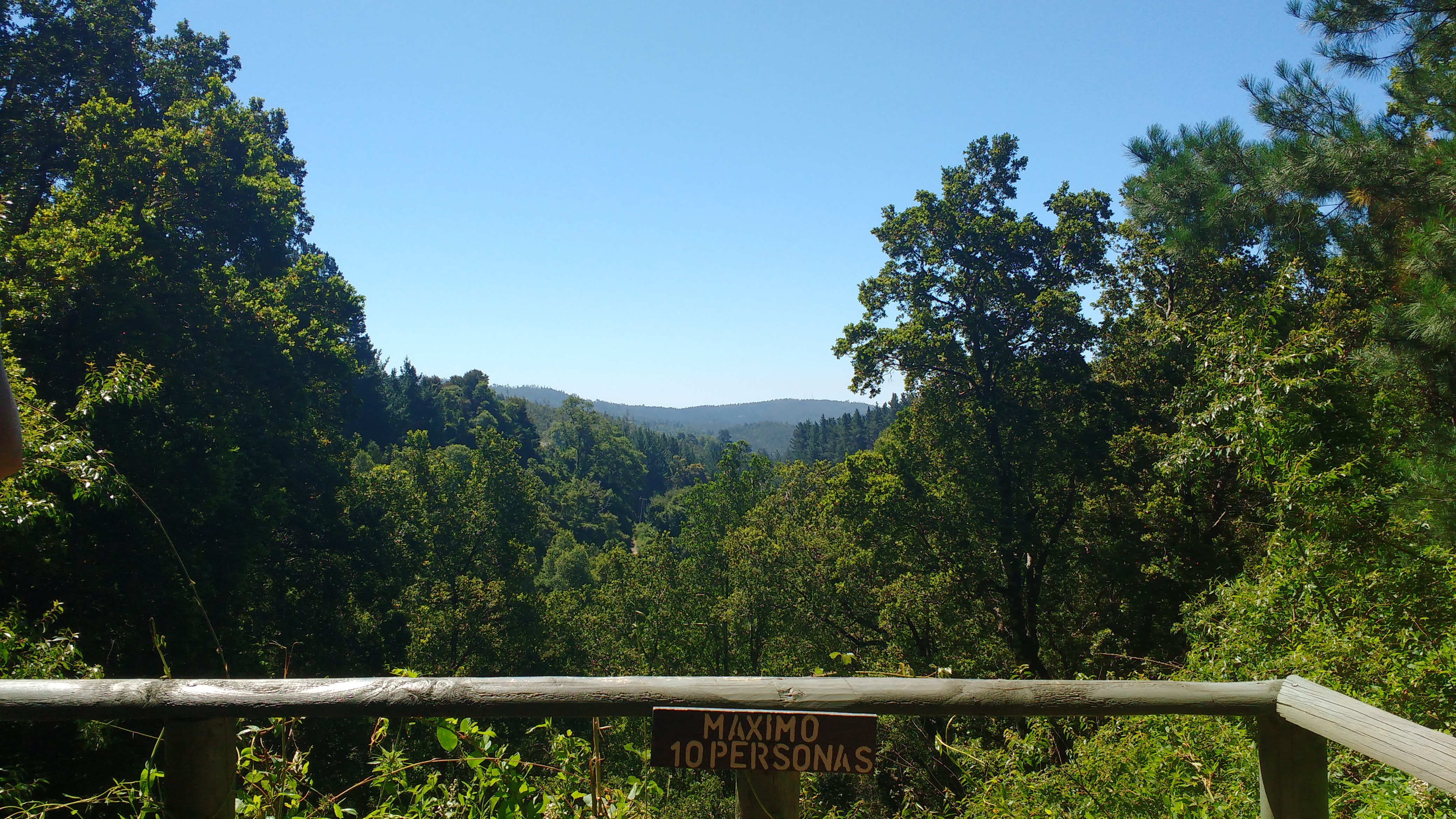
Vista desde un mirador ubicado en el interior del parque nacional Nonguén.

Este bosque alberga una masa vegetal nativa y endémica integrada por especies muy interesantes y valiosas, dentro de las cuales podemos encontrar robles, peumos, litres, lingues, avellanos, laureles, mañíos, coigües, murtas, quillayes, canelos, arrayanes, boldos, tepas y olivillos, entre otras. Cabe destacar la presencia de especies escasas en este zona como raulíes, tineos, huillipataguas y pitaos, así como la existencia de michay de Neger, planta arbustina en peligro de extinción y endémica de la Región del Biobío y la ausencia de queules, especie arbórea en peligro de extinción y endémica de la zona que si bien ha sido detectada en los alrededores del parque donde se ve afectada por los herbicidas usados en la industria forestal, no ha sido detectada al interior de ella. 

## Fauna

### Mamíferos
Entre los mamíferos presentes en el parque, destacan el monito del monte, la güiña, el zorro culpeo, el quique y el pudú. Esta última especie, que se encuentra en estado vulnerable, es uno de los ciervos más pequeños que existen en el mundo, su altura no excede los 40 centímetros y su largo no sobrepasa de 75 a 90 centímetros.

### Reptiles y anfibios

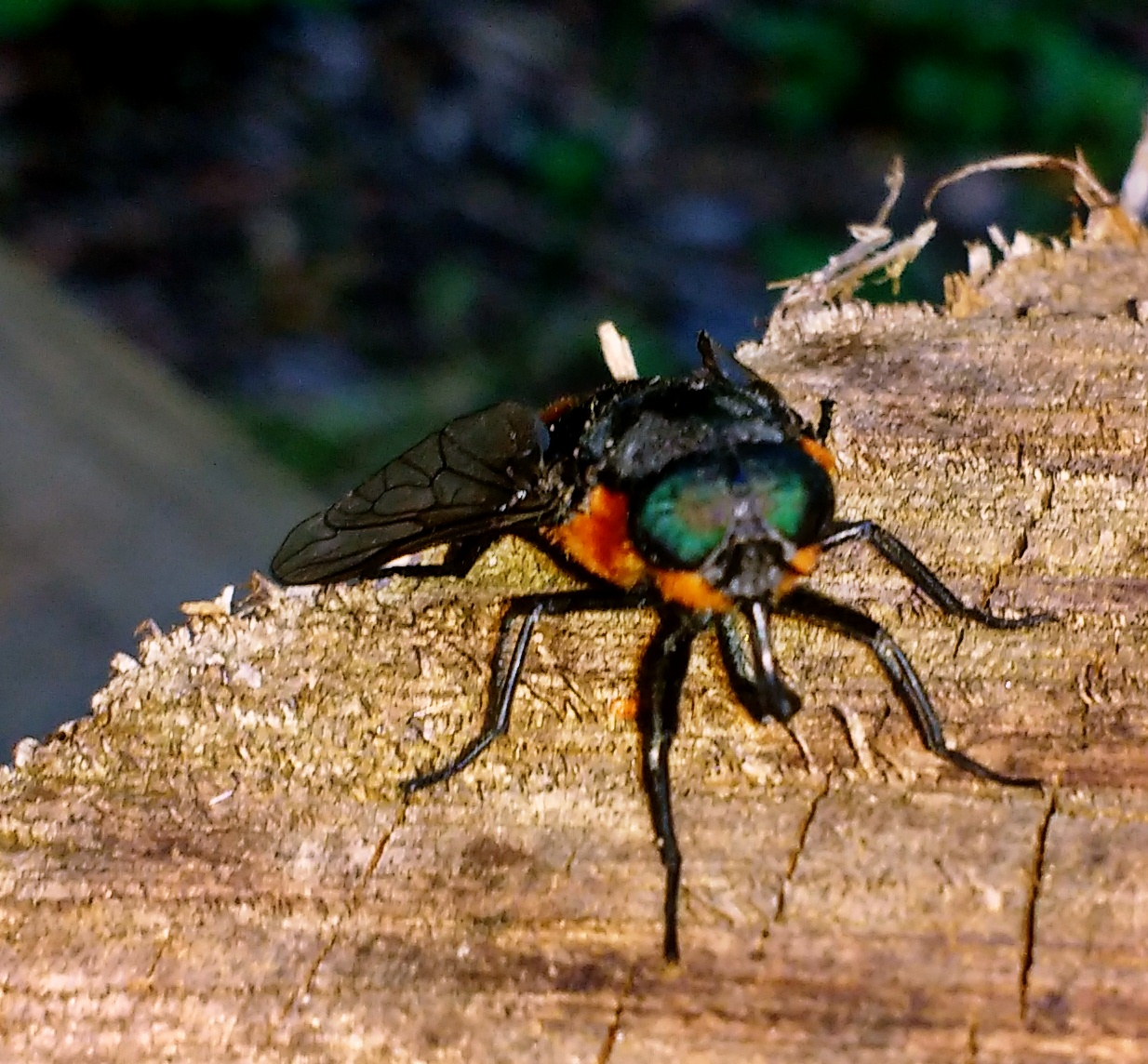
Coliguacho (Scaptia lata) en Parque Nacional Nonguén.

En el caso de los reptiles, se destaca la presencia de culebras y lagartos como lo es la lagartija esbelta o tenue. En tanto, entre los anfibios, es muy importante la ranita de Darwin, de tamaño pequeño y tiene aspecto esbelto, su piel es lisa de colores verdes, parduscos o café. Esta ranita presenta el fenómeno de homocromía, es decir, es capaz de modificar el color de su cuerpo en función de la coloración del sustrato. Se cree que también pueden existir ejemplares de la casi extinta ranita chilena de Darwin, aunque aún no se han encontrado ejemplares. 

### Aves
En cuanto a la avifauna, se registra un total de 68 especies, donde destaca el chuncho, el aguilucho, la lechuza blanca, el chucao, el piden y el loro choroy.

### Insectos
También existe una extensa variedad de insectos que se pueden encontrar dentro del parque, algunos de ellos son el pololo verde, la madre de la culebra, el coliguacho y el peorro.

## Agua potable

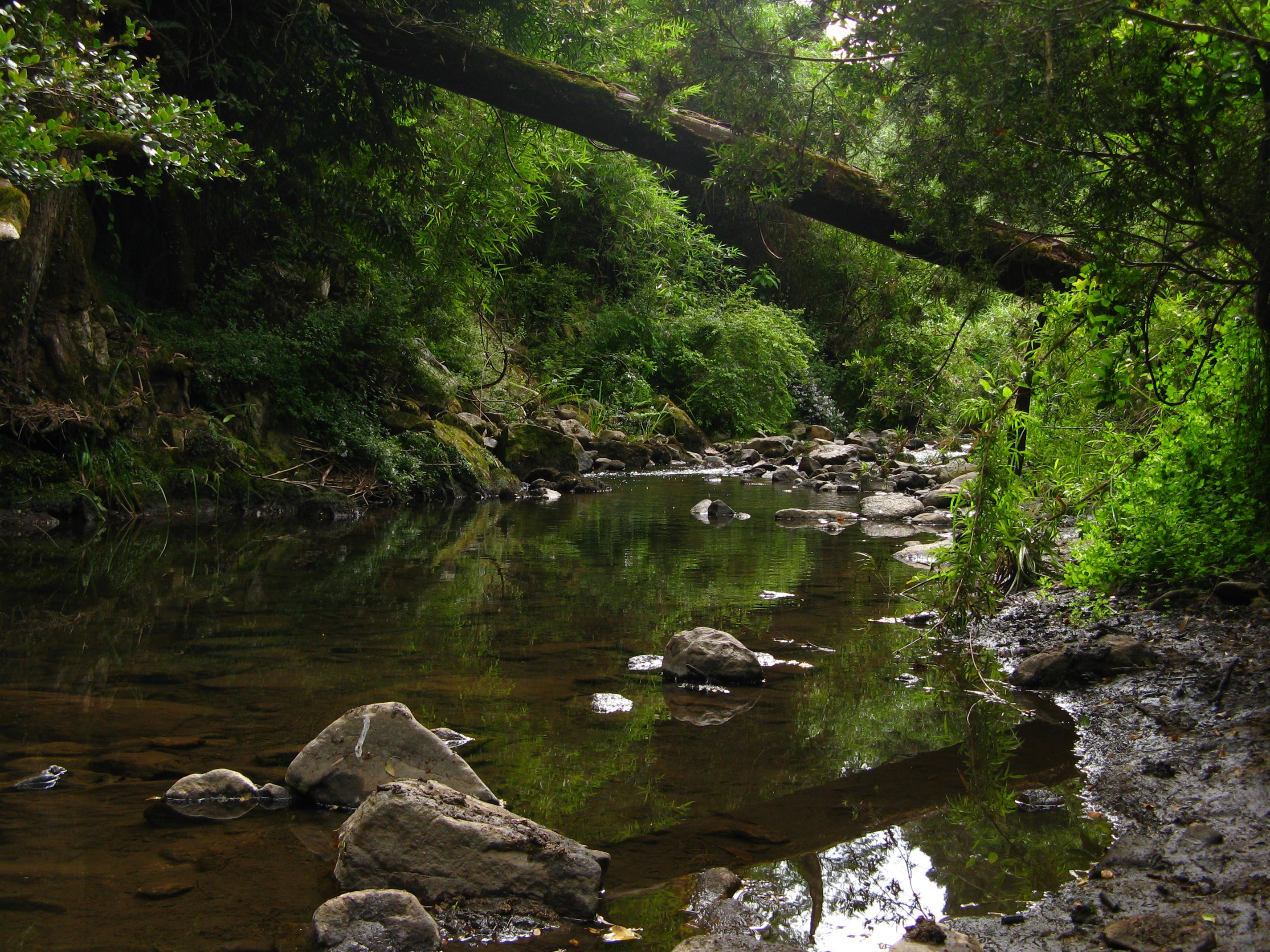
Estero Nonguén a metros desde su nacimiento en la confluencia, es utilizada por Essbio para su potabilización.

El parque posee una captación manejada por Empresa de Servicios Sanitarios del Bio-Bío (ESSBIO) para producir agua para la comuna de Penco y parte de la comuna de Concepción, con un caudal de abastecimiento aproximado de 6,9 millones de litros diarios por medio del cauce del Estero Nonguén.

## Visitantes
Este parque recibe una cantidad reducida de visitantes cada año.
| Año         | 2012  | 2013   | 2014   | 2015   | 2016   | 2017   | 2018   | 2019   | 2020  | 2021   | 2022   | 2023   | 2024   |
| ----------- | ----- | ------ | ------ | ------ | ------ | ------ | ------ | ------ | ----- | ------ | ------ | ------ | ------ |
| chilenos    | 9.456 | 12.774 | 11.815 | 16.262 | 18.578 | 16.999 | 18.785 | 20.084 | 2.768 | 10.708 | 14.092 | 13.241 | 17.340 |
| extranjeros | 34    | 65     | 49     | 72     | 83     | 107    | 95     | 0      | 0     | 0      | 0      | 0      | 300    |
| Total       | 9.490 | 12.839 | 11.864 | 16.334 | 18.661 | 17.106 | 18.880 | 20.084 | 2.768 | 10.708 | 14.092 | 13.241 | 17.640 |